# حمى نقص العدلات
حمى نقص العدلات، هي الحالة التي يطور فيها مريض مصاب بقلة العدلات حمى، ويترافق ذلك عادةً مع علامات إنتانية أخرى. يملك المريض المصاب بقلة العدلات عدد منخفض من الخلايا الحبيبية المتعادلة (نوع من خلايا الدم البيضاء) في الدم. يمكن استخدام مصطلح إنتان قلة العدلات أيضًا، ومع ذلك، يترك البعض استخدام هذا المصطلح للحالات الشديدة. يكون مصدر العدوى قابل للاكتشاف في 50٪ من الحالات، ويعاني نحو 20٪ من جميع المرضى من تجرثم الدم (وجود جراثيم في مجرى الدم).

## الأسباب
تتطور حمى نقص العدلات في أي شكل من أشكال قلة العدلات، وتكون الأخيرة شائعة بعد العلاج الكيميائي المثبط لنقي العظم (قد تثبط بعض العلاجات إنتاج النقي لخلايا الدم).[بحاجة لمصدر]

## العلاج
بشكل عام، يعالج المرضى الذين يعانون من حمى نقص العدلات بالمضادات الحيوية التجريبية إلى أن يرتفع عدد العدلات (يصبح أكثر من 500/مم3) وتخف الحمى؛ وإن لم يتحسن عدد العدلات، سيستمر العلاج لمدة أسبوعين أو أكثر إن تطلب الأمر. في حالات الحمى المتكررة أو المستمرة، يجب إضافة عامل مضاد للفطريات.[بحاجة لمصدر]
توصي الدلائل الإرشادية الصادرة في عام 2002 عن جمعية الأمراض المعدية الأمريكية باستخدام توليفات معينة من المضادات الحيوية تختلف بحسب الحالة. يمكن علاج الحالات الخفيفة منخفضة الخطورة بمزيج من الأموكسيسيلين- حمض الكلافولانيك الفموي والسيبروفلوكساسين، بينما تتطلب الحالات الأكثر شدة استخدام السيفالوسبورينات الفعالة ضد الزوائف الزنجارية كالسيفيبيم أو الكاربابينيمات كالإيميبينيم والميروبينيم. وجد تحليل تلوي نُشر في عام 2006 ارتباط السيفيبيم بعدد أكبر من النتائج السلبية، بينما كان استخدام الكاربابينيمات أفضل من هذه الناحية، على الرغم من ارتباطها بمعدل حدوث أعلى لالتهاب القولون الغشائي الكاذب.
أصدرت جمعية الأمراض المعدية الأمريكية في عام 2010 إرشادات محدثة توصي باستخدام السيفيبيم أو الكاربابينيم (ميروبينيم وإيميبينيم/ سيلاستاتين) أو البيبيراسيلين/ تازوباكتام في الحالات عالية الخطورة، بينما أوصت باستخدام الأموكسيسيلين- حمض الكلافولانيك والسيبروفلوكساسين في الحالات منخفضة الخطورة. يجب إدخال المرضى الذين لا يستوفون بدقة معايير الخطورة المنخفضة إلى المستشفى ومعالجتهم كمرضى عالي الخطورة.[بحاجة لمصدر]
اعتمد بحث آخر على 44 دراسة مختلفة لمقارنة المضادات الحيوية الموصى بها حاليًا. ارتبط استخدام السيفيبيم بمعدل وفيات أعلى بشكل ملحوظ مقارنة بجميع المضادات الحيوية الأخرى مجتمعة، بينما ارتبط استخدام البيبراسيللين/ تازوباكتام بمعدل وفيات أقل من المضادات الحيوية الأخرى. يعتبر البيبراسيللين/ تازوباكتام المضاد الحيوي المفضل لعلاج مرضى السرطان الذين يعانون من الحمى وقلة العدلات، ولا ينبغي علاج هذه الفئة بالسيفيبيم.
يجب البدء بالعلاج التجريبي في غضون 60 دقيقة من دخول المشفى. يجب إجراء مراقبة دورية لمعرفة ما إذا كان العلاج التجريبي يعمل، أو إذا كان ينبغي البدء بعلاج أكثر دقة.
يمكن استخدام المضادات الحيوية الفموية في علاج الأشخاص المصابين بالسرطان وحمى نقص العدلات، وذلك في حالات معينة محددة وباستثناء مرضى اللوكيميا الحادة. يستخدم السبيل الفموي في الحالات منخفضة الخطورة والمستقرة هيموديناميكيًا دون فشل عضوي أو التهاب رئوي أو التهاب شديد في الأنسجة الرخوة أو إنتان قثطرة مركزية. في الحالات منخفضة الخطورة من حمى نقص العدلات لدى مرضى السرطان، يختلف تأثير العلاج النموذجي في المستشفى على معدلات فشل العلاج أو الوفيات بشكل بسيط أو معدوم مقارنةً بالعلاج المنزلي خارج المشفى. إضافةً إلى ذلك، يقلل العلاج المنزلي من الوقت الذي قد يحتاجه المريض للعلاج في المستشفى.